# Konrad Weiß (Regisseur)

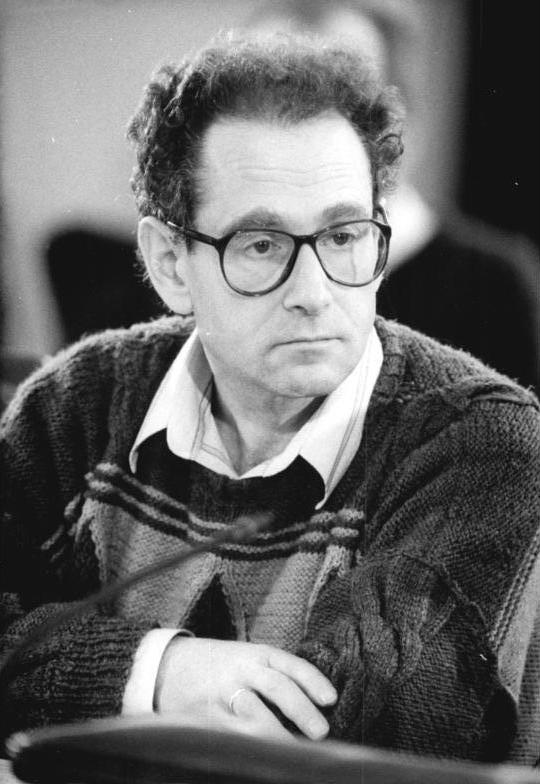
Konrad Weiß (1990)

Konrad Weiß (* 17. Februar 1942 in Lauban, Schlesien) ist ein deutscher Filmregisseur, Publizist und DDR-Bürgerrechtler sowie ehemaliger Politiker. Er war für das Bündnis 90 Abgeordneter der Volkskammer und anschließend Mitglied des Deutschen Bundestages (ab Mai 1993  Bündnis 90/Die Grünen).

## Leben
Konrad Weiß wurde als Sohn eines Beamten geboren. Nachdem dieser 1945 an den Folgen der Flucht aus Schlesien gestorben war, wuchs er bei seiner Mutter, einer Arbeiterin, in Genthin auf.
Ab 1958 bereitete sich Weiß neben seiner Lehre und anschließender Tätigkeit als Elektromonteur an der Volkshochschule auf das Abitur vor, das er 1964 ablegte. Für das Abitur an der Erweiterten Oberschule war er wegen seiner katholischen Bindung nicht zugelassen worden.
Von 1963 bis 1965 war er Mitarbeiter beim katholischen Seelsorgeamt Magdeburg zur Zeit von Weihbischof Friedrich Maria Rintelen.
Von 1966 bis 1969 studierte er die Fächer Regie und Kamera in der Spezialklasse für Dokumentarfilm an der Hochschule für Film und Fernsehen Potsdam. Im Rahmen einer Studienarbeit entstand ein Film über Vietnam, der 1967 in Moskau ausgezeichnet wurde. Anschließend war er Regisseur beim DEFA-Studio für Dokumentarfilme und drehte überwiegend Dokumentarfilme für Kinder und später auch für Jugendliche. Im Rahmen seiner Arbeit besuchte er viele Länder, unter diesen waren auch westliche Länder wie die Niederlande, Irland, Frankreich und Israel.
Seit 1975 ist Weiß auch als Autor tätig, schrieb Texte für verschiedene Liedermacher und Sänger, arbeitete auch publizistisch. Ab Mitte der 1980er Jahre recherchierte er zum Entstehen einer neofaschistischen Subkultur in der DDR. Versuche einer Veröffentlichung scheiterten damals am Widerstand der Behörden. Ab 1987 kursierten seine Texte in illegal vertriebenen Samisdatblättern.
Von 1988 bis 1990 war er Vorstandsmitglied von Aktion Sühnezeichen in der DDR.
Konrad Weiß ist verheiratet und hat drei Töchter.

## Politischer Werdegang

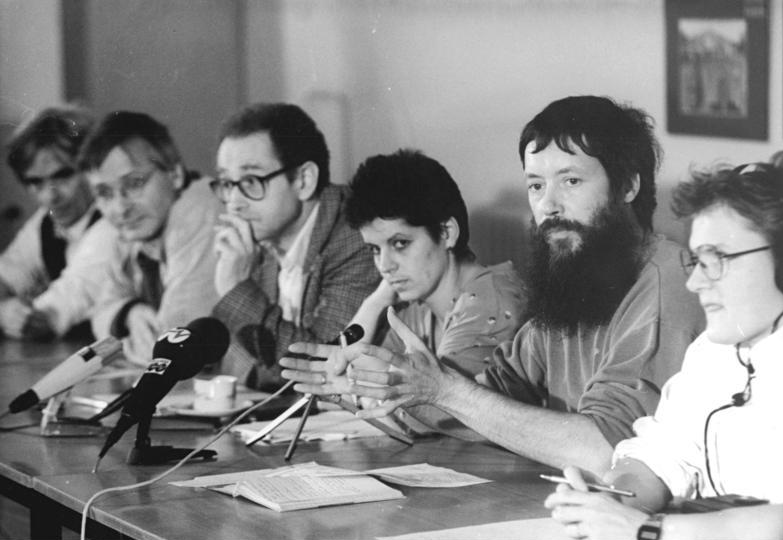
Konrad Weiß (4. von rechts) bei einer Pressekonferenz von Bürgerbewegungen und Grünen (Ost und West) 1990

Im September 1989 gehörte Weiß zu den Erstunterzeichnern des Gründungsaufrufes der Bürgerbewegung Demokratie Jetzt, bei der er Mitglied des Sprecherrates war. Im November 1989 gehörte er zu den Erstunterzeichnern des Aufrufs Für unser Land. Im Dezember 1989 initiierte er einen „Dreistufenplan der nationalen Einigung“.
1989/90 nahm er als Vertreter von Demokratie Jetzt am Zentralen Runden Tisch teil. Bei der Volkskammerwahl 1990 wurde Konrad Weiß als Abgeordneter in das Parlament der DDR gewählt.
Zwischen 1990 und 1994 war er Mitglied des Bundestages in der Fraktion Bündnis 90/Die Grünen. Weiß beklagte einen Schwund der Pressevielfalt in den neuen Bundesländern. Außerdem kritisierte er die Fusionspläne der Grünen mit Bündnis 90 auf Bundesebene 1993, den Asylkompromiss 1992 und den Weg in die deutsche Einheit als Fehlentwicklung. Zur Bundestagswahl 1994 kandidierte er nicht mehr.
1992 hielt Weiß die berühmte Rede „Ich schäme mich“, in der er die Gewalttaten von Nazis auf Ausländer und das ignorante Verhalten der CDU/CSU/FDP-Regierung harsch kritisierte.
Im Juni 2001 trat Konrad Weiß aus der Partei Bündnis 90/Die Grünen aus, weil der Berliner Landesverband vor den Wahlen zum Abgeordnetenhaus die Bereitschaft zu einer Koalition mit der PDS erklärt hatte.

## Filmografie (Auswahl)
- 1967/1970: Flammen
- 1969: Urlaub für Millionen (Fernsehfeuilleton)
- 1972: Rhythmus contra Muskelkater (Fernsehfeuilleton)
- 1974: Ein Schlüssel für ein neues Haus (Dokumentarfilm für Vorschulkinder aus der Reihe Der besondere Tag)
- 1975: Clowns gehen nicht in den Kindergarten (Dokumentarfilm für Vorschulkinder aus der Reihe Der besondere Tag)
- 1976: Die Wasserleitung (Dokumentarfilm für Vorschulkinder aus der Reihe Der besondere Tag)
- 1976: Wir machen ein Lied (Dokumentarfilm mit Reinhard Lakomy aus der Reihe Der besondere Tag)
- 1977: Wir bekommen ein Baby (Dokumentarfilm für Vorschulkinder aus der Reihe Der besondere Tag)
- 1977: Wenn du an Chile denkst (Dokumentarfilm für Kinder)
- 1977: Ein gelbes Pferd, schnell wie der Wind (Dokumentarfilm für Vorschulkinder aus der Reihe Der besondere Tag)
- 1977: Kinder des Grauen Wolfs. Kinderporträts aus der Mongolei (Dokumentarfilm für Kinder)
- 1978:  Glühbirnen wachsen nicht am Baum (Dokumentarfilm für Vorschulkinder aus der Reihe Der besondere Tag)
- 1978/79: Die Tür (Ein Dokumentarfilm über die Restaurierung einer Barocktür in Güstrow)
- 1980: Dawids Tagebuch (Ein Dokumentarfilm nach dem Tagebuch des Dawid Rubinowicz)
- 1980: Das Hasenfahnenfest (Dokumentarfilm mit Manfred Butzmann aus der Reihe Der besondere Tag)
- 1981: Der Morgen (Ein Film nach der gleichnamigen Erzählung von Maxim Gorki)
- 1981: Ivo Klauck, 14 Jahre alt, querschnittsgelähmt (Dokumentarfilm)
- 1982: Und eine Friedenstaube... (Dokumentarfilm mit Gerhard Schöne aus der Reihe Der besondere Tag)
- 1983: Ich denk, ich bin ´n Schloß (Dokumentarfilm für Vorschulkinder aus der Reihe Der besondere Tag)
- 1983: Windmühlen. Geschichten, Sprüche und Lieder (Dokumentarfilm für Kinder)
- 1984: Erste Liebe. Ein Filmtagebuch
- 1987: Roland. Geschichte und Geschichten (Dokumentarfilm über die Geschichte der Rolandsäulen)
- 1987: Schatten (Ein experimenteller Film unter Verwendung des Grafikzyklus "Schatten" von Martin Hoffmann und der Antiphon aus der "Sinfonia come un grande lamento" von Udo Zimmermann)
- 1988: Ivo und Sabine – querschnittsgelähmt (Dokumentarfilm)
- 1988: Ich bin klein – aber wichtig. (Ein Filmessay über Janusz Korczak)

## Schriften (Auswahl)
- 1998: Lothar Kreyssig. Prophet der Versöhnung. Biographie. Bleicher Verlag, Gerlingen 1998, ISBN 978-3-88350-659-3
- 1991: mit Rita Süssmuth: Neuland. Dialog in Deutschland. Ein Gespräch, moderiert von Helge Malchow und Elke Heidenreich. Kiepenheuer & Witsch, Köln 1991, ISBN 978-3-462-02081-6

- 1976: Erprobung eines Genres. Notizen zum Dokumentarfilm für Kinder. In: Film und Fernsehen, Nr. 7, Jg. 4, Berlin 1976, S. 10–14
- 1977: Mongolisches Tagebuch. Reisebericht. In: Die Weltbühne, Nr. 49–52, Berlin 1977, S. 1545ff., 1545ff., 1623ff., 1646ff.
- 1978: Träume und Wirklichkeiten. Neue Notizen zum Dokumentarfilm für Kinder. In: Film und Fernsehen, Nr. 10, Jg. 6, Berlin 1978, S. 4–8
- 1979: Die Welt erkennen und sich begreifen. Vorläufige Antworten zum Kinderdokumentarfilm. In: Film und Fernsehen, Nr. 6, Jg. 7, Berlin 1979, S. 15–20
- 1980: Dawids Tagebuch. In: Die Weltbühne, Nr. 48, Berlin 1980, S. 1521–1524
- 1985: Die Weltbühne. Vita einer Achtzigjährigen. In: medium, Nr. 10,  Jg. 15, Frankfurt/Main 1985, S. 16–21
- 1987: Sturm und Stille. Dem Andenken Jerzy Popiełuszkos. In: Oder. Literarische Texte, radix-blätter, Nr. 4, (Hrsg. von Michael Bartoszek, Ludwig Mehlhorn, Joachim Zeller).  Samisdat-Druck, hektogr., Berlin 1987, S. 22f.
- 1988: Tragt ihn mit Stolz, den gelben Fleck. Die jüdische Presse im nationalsozialistischen Deutschland. In: medium, Nr. 2, Jg. 18,  Frankfurt am Main 1988, S. 51–56
- 1989: Die neue alte Gefahr. Junge Faschisten in der DDR. In: KONTEXT. Beiträge aus Kirche und Gesellschaft, Kultur. Heft 5 (08.03.1989). Samisdat-Druck, hektogr., Berlin 1989, S. 3–12
- 1989: Aspekte und Motive jüdischer Geschichte und Kultur in Filmen aus der DDR. In: Mitteilungsblatt des Landesverbandes der Israelitischen Kultusgemeinden in Bayern, Nr. 38, München 1989, S. 13–15
- 1989: Nachdenken über deutsche Einheit. In: Die Zeit, Nr. 27 vom 30.06.1989, Hamburg, S. 7
- 1989: Dawids Tagebuch. Ein antifaschistischer Kinderfilm aus der DDR und seine Rezeption. In: Pädagogik und Schule in Ost und West, Nr. 3, Jg. 37, Oldenburg 1989, S. 165–171
- 1990: Wo liegt Euer Lächeln begraben? In: Winfried Maas (Hrsg.): Der Eiserne Vorhang bricht. Die Revolution in Osteuropa. Stern-Buch, Gruner und Jahr, Hamburg 1990, S. 74–77 ISBN 978-3-570-02951-0
- 1990: Der Heimatverlust schmerzt. Spiegel-Essay. In: Der Spiegel, Nr. 8 (19.02.1990), Jg. 44, Hamburg 1990, S. 27–28
- 1990: Bürgerbewegung als Erinnerungsverein des Deutschen Herbstes? In: Frankfurter Rundschau, Nr. 229/230 (2./3.10.1990) Jg. 46, Frankfurt  am Main 1990, S. 26
- 1991: Ein Deutschland Traum. Rede im Apollosaal der Deutschen Staatsoper am 16.09.1990. In: Dietmar Keller (Hrsg.): Nachdenken über Deutschland, Bd. 3. Verlag der Nation, Berlin 1991, S. 71–82 ISBN 978-3-373-00479-0
- 1992: Du hast den Frieden frech ans Kreuz geschlagen... Israel-Feindschaft und Antisemitismus in der DDR. In: Ralph Giordano (Hrsg.): Deutschland und Israel. Solidarität in der Bewährung. Bilanz und Perspektive der deutsch-israelischen Beziehungen. Bleicher Verlag, Gerlingen 1992, S. 73–85, ISBN 978-3-88350-029-4
- 1993: Ortsbegehung. Innen- und Außenansichten der katholischen Kirche Ostdeutschlands. In: Claus-Peter März (Hrsg.): Die ganz alltägliche Freiheit. Christsein zwischen Traum und Wirklichkeit. Erfurter Theologische Studien, Bd. 65. St Benno Verlag, Leipzig 1993, S. 109ff. ISBN 978-3-7462-1072-8
- 1993: Wir müssen uns der Wahrheit stellen. Mythos und Stasigraphie. Essay. In: Spiegel Spezial 1/1993: Stasi-Akte Verräter. Spiegel Verlag, Hamburg 1993, S. 6–9
- 1993: Die Restauration kriecht aus tausend Löchern. Befindet sich das vereinte Deutschland auf dem Weg in einen neuen Nationalismus? Dokumentation der Rede in der Nikolaikirche zu Leipzig am 20.09.1993 zur Eröffnung der Woche der ausländische Mitbürger. In: Frankfurter Rundschau, 28.09.1993, S. 12
- 1993: Verlorene Hoffnung der Einheit. Essay. In: Der Spiegel, Nr. 46, Hamburg 1993, S. 41 u. 44
- 1994: On the Power and Frailty of Utopias. (Von der Kraft und Schwäche der Utopien). In: Michael D. Kennedy (Hrsg.): Envisioning Eastern Europe after Communism. Ideology and Identity in Transformation. The University of Michigan Press, Ann Arbor 1994, S. 46–54, ISBN 978-0-472-10556-4
- 1994: Schwarz Grün Gold. Manche ändern sich, manche müssen noch. In: Frankfurter Allgemeine Zeitung, 02.12.1994, S. 35
- 1995: Die ostdeutsche Gesellschaft ist eine Gesellschaft ohne Gott. In: Die Welt, Nr. 250, 26.10.1995, S. 10
- 1996: Verschonte Mörder. Der Fall Schimming. In: Aufbau, New York, 26.04.1996, S. 4
- 1996: Getreuer Spiegel eines untergegangenen Landes. Zum 50. Gründungstag der DEFA. In: Die Welt, Nr. 114 vom 17.05.1996, S. 10
- 1996: Die SED-Propaganda wirkt noch nach. Deutsch-Polnische Erfahrungen: Die persönlichen Kontakte haben Brücken gebaut. Aus dem in Kraków erschienenen Band: Polacy i Niemcy pól wieku pózniej, leicht gekürzt. In: Frankfurter Allgemeine Zeitung, Nr. 161 v. 13.07.1996, Beilage S. 4
- 1997: Die Täter kennen keine Reue. In: Michael Gerwarth (Hrsg.): Innenansichten Deutschland. Politisches Feuilleton. Edition Deutschlandradio, Parthas-Verlag, Berlin 1997, S. 60ff. ISBN 978-3-932529-05-4
- 1998: Die Partei, die Partei... Die Tradierung totalitärer Strukturen in der PDS. In MUT, Nr. 372, August 1998, S. 26–34
- 1999: Demokratie-Entwicklung in der Tradition von 1848. In: Christine Lieberknecht (Hrsg.): Orientierung im Umbruch. Analysen zur Lage Deutschlands. Hain Verlag, Rudolstadt & Jena 1999, S. 51–56, ISBN 978-3-930215-96-6
- 2000: Was macht ihr, wenn ihr die Macht habt? In Eckhard Jesse(Hrsg.): Eine Revolution und ihre Folgen. 14 Bürgerrechtler ziehen Bilanz. Christoph Links Verlag, Berlin 2000, S. 43–58, ISBN 978-3-86153-223-1
- 2000: Zehn Jahre Deutsche Einheit In: MUT. Forum für Kultur, Politik und Geschichte, Nr. 398, Oktober 2000, S. 38–43
- 2001: Neue Medien mit den alten Leuten? In: Sächsische Zeitung, Dresden, Wochenendmagazin, 10./11.02.2001, S. M5
- 2001: Mauerspuren: Die Gegenwart einer Trennungsgeschichte: In: Zeitzeichen, Nr. 8, August 2001, S. 52–56
- 2002: Gebrochener, nicht "verordneter" Antifaschismus. In: Manfred Agethen, Jesse Eckhard, Ehrhart Neubert (Hrsg.): Der missbrauchte Antifaschismus. DDR-Staatsdoktrin und Lebenslüge der deutschen Linken. Verlag Herder, Freiburg im Breisgau 2002, S. 160–167, ISBN 978-3-451-28017-7
- 2003: Aktion Sühnezeichen in Polen. Erste Schritte zur Aussöhnung und Verständigung. In: Basil Kerski, Andrzej Kotula, Kazimierz Wóycicki (Hrsg.): Zwangsverordnete Freundschaft? Die Beziehungen zwischen der DDR und Polen 1949–1990. Fibre Verlag, Osnabrück 2003, S. 243–249, ISBN 978-3-929759-76-1
- 2003: Man höret weit und breit von nichts als nur von Kriegen. Sibylle Schwarz – eine vergessene Dichterin aus der Zeit des Dreißigjährigen Krieges. In: Publik-Forum, Nr. 9, 09.05.2003, S. 56–58
- 2005: Die Gegenwart der Vergangenheit. In: Agenda DDR-Forschung. Ergebnisse, Probleme, Kontroversen. Dokumente und Schriften der Europäischen Akademie Otzenhausen, Bd. 112, LIT Verlag 2005, S. 21–30, ISBN 978-3-8258-6909-0
- 2007: Wie viel Wahrheit verträgt eine Diktatur? Film zwischen Kunst und Propaganda. In: Michael Berg, Knut Holtsträter, Albrecht von Massow (Hrsg.): Die unerträgliche Leichtigkeit der Kunst. Ästhetisches und politisches Handeln in der DDR. Böhlau Verlag, Köln, Weimar, Wien 2007, S. 129–141, ISBN 978-3-412-00906-9
- 2007: Wegbereiter einer neuen Zukunft. Erinnerung an Günter Särchen. In: Zeichen, Nr. 4, Jg. 35, Dezember 2007, S. 19
- 2008: Damit Polen nicht auf die zweite Seite der Zeitung gerät... Erinnerungen an Erich Dauzenroth (1931–2004) In: Peter Fischer, Basil Kerski, Markus Krzoska, Isabel Röskau-Rydel (Hrsg.): Inter Finitimos. Jahrbuch zur deutsch-polnischen Beziehungsgeschichte, Bd. 5, fibre Verlag, Osnabrück 2008, S. 199–202, ISBN 978-3-938400-30-2
- 2009: Von Liebe und Gerechtigkeit. In: Thomas Brose (Hrsg.): Glaube, Macht und Mauerfälle. Von der friedlichen Revolution ins Neuland. Echter Verlag, Würzburg 2009, S. 192–199, ISBN 978-3-429-03154-1
- 2009:  Vom Volksaufstand zur friedlichen Revolution. Zur Lebensleistung der Ostdeutschen. In: Dagmar Schipanski, Bernhard Vogel (Hrsg.): Dreißig Thesen zur deutschen Einheit. Herder, Freiburg, Basel, Wien 2009, S. 123–132, ISBN 978-3-451-30342-5
- 2009: Die erste Nacht des Friedens In: Die politische Meinung, Nr. 479, Oktober 2009, S. 25–29
- 2010: Von der Unfreiheit freier Entscheidungen. In: Joachim Klose (Hrsg.): Wie schmeckte die DDR? Wege zu einer Kultur des Erinnerns. Evangelische Verlagsanstalt, Leipzig 2010, S. 161–174, ISBN 978-3-374-02754-5
- 2014: Zwanzig Jahre nach der Asylrechtsänderung. In: Stefan Luft, Peter Schimany (Hrsg.): 20 Jahre Asylkompromiss. Bilanz und Perspektiven. Transcript Verlag, Bielefeld 2014, S. 138–155, ISBN 978-3-8376-2487-8
- 2014: Nicht durch den Reifen springen. In: Gerd Kühling, Eleonore Kujawa, Arni Mehnert, Thea Struchtemeier (Hrsg.): Für Menschenrechte! 100 Jahre gegen den Strom. Internationale Liga für Menschenrechte, Berlin 2014, S. 54–57, ISBN 978-3-9816868-0-7
- 2015: Heinrich Finkelstein und Lothar Kreyssig. In: Gerald Wiemers (Hrsg.): Leipziger Lebensbilder. Der Stadt Leipzig zu ihrer Ersterwähnung vor 1000 Jahren. Sächsische Lebensbilder. Bd. 7, (Quellen und Forschungen zur sächsischen Geschichte, Bd. 399). Franz Steiner Verlag, Stuttgart 2015, S. 175–182 und S. 259–270, ISBN 978-3-515-11145-4
- 2015: Die jüdische Presse im nationalsozialistischen Deutschland. Vortrag beim Theodor Litt Symposium an der Universität Leipzig 2014 In: Jens Blecher, Dieter Schulz (Hrsg.): Leipziger offene Stadtgesellschaft und Widerstand 1933 bis 1944. Leipziger Universitätsverlag, Leipzig 2015, S. 125–140, ISBN 978-3-86583-988-6
- 2015: Tag der Befreiung. Mein 8 Mai. Persönliche Anmerkungen zu einem historischen Datum. In: Publik Forum, Nr. 9, 08.05.2015, S. 12–15
- 2018: Gegen das Gift des Hochmuts. Ein Plädoyer für mehr Demut. Essay. In: Publik-Forum, Nr. 1, 12.01.2018, S. 12–15

## Gesellschaftliche Würdigung
- 1990 Carl-von-Ossietzky-Medaille der Internationalen Liga für Menschenrechte
- 1995 Bundesverdienstkreuz 1. Klasse
- 2009 Point-Alpha-Preis (gemeinsam mit anderen DDR-Bürgerrechtlern)
- 2011 Verdienstorden der Republik Polen

## Ehrenämter
- Aktion Sühnezeichen in der DDR (Mitglied 1964–1991)
- Aktion Sühnezeichen Friedensdienste (seit 1992 Mitglied des Kuratoriums)
- Beirat für Rundfunk und Fernsehen beim Bund der Evangelischen Kirchen in der DDR (1978 bis 1990)
- Deutsche Gesellschaft (Gründungsmitglied, Mitglied des Kuratoriums)
- Stiftung Amcha in Deutschland (Gründungsmitglied, 1990–2009 Mitglied des Vorstandes)
- Deutsch-Israelische Gesellschaft (Mitglied, 1991–1994 Vize-Präsident)
- Deutsche Stiftung für UNO-Flüchtlingshilfe (Mitglied, 1991–1995 Mitglied des Präsidiums)
- Anna-Morawska-Gesellschaft (Gründungsmitglied, bis 1995 Mitglied des Vorstands)
- Stiftung Begegnungsstätte Gollwitz (Gründungsmitglied, bis 2015 Mitglied des Kuratoriums)
- Bürgerbüro e. V., Verein zur Aufarbeitung von Folgeschäden der SED-Diktatur (Gründungsmitglied)
- Collegium Europaeum Jenense an der Friedrich-Schiller-Universität Jena (Korrespondierendes Mitglied)
- Impulse für die Straßenkinder e. V.